# Вила Курти (Асколи Пичено)
Вила Курти (итал. Villa Curti) насеље је у Италији у округу Асколи Пичено, региону Марке.
Према процени из 2011. у насељу је живело 88 становника. Насеље се налази на надморској висини од 290 м.